# カベオラ
カベオラ（英: caveola, pl. caveolae、ラテン語で「小さな洞窟」の意）とは、特殊なタイプの脂質ラフトであり、脊椎動物の多くの細胞種、特に内皮細胞、脂肪細胞、胚の脊索細胞の細胞膜に存在する小さな（50–100 nm）陥入である。カベオラは1955年に山田英智によって発見された。
カベオラはフラスコ型の形状であり、タンパク質のほか、コレステロールやスフィンゴ脂質などの脂質に富む。シグナル伝達など、いくつかの機能を持つ。また、機械的刺激の検知と保護、エンドサイトーシス、発がん、病原体となる細菌や特定のウイルスの取り込みに関与していると考えられている。

## カベオリン
カベオラの形成と維持は、当初は主に21 kDaのタンパク質、カベオリンによって行われていると考えられていた。哺乳類の細胞には、Cav1、Cav2、Cav3という3つの相同なカベオリンが存在する。これらのタンパク質は、足場ドメインを含む細胞質側のN末端、長いヘアピン型の膜貫通ドメイン、細胞質側のC末端という共通したトポロジーを持つ。カベオリンは単量体として合成され、ゴルジ体へ輸送される。その後の分泌経路を介した輸送過程で、カベオリンは脂質ラフトと結合して14–16分子からなるオリゴマーを形成する。こうしたオリゴマー化したカベオリンがカベオラを形成する。カベオリンの存在は膜の形態に局所的な変化を引き起こす。

## Cavin
Cavinは2000年代後半、カベオラの形成を制御する主要な構造的構成要素として発見された。Cavinタンパク質ファミリーは、Cavin1（PTRF）、Cavin2（SDPR）、Cavin3（SRBC）、Cavin4（MURC）から構成される。Cavin1は多くの組織でカベオラ形成の主要な調節因子であることが示されており、カベオラを欠くがCav1は豊富に存在する細胞でカベオラを形成させるには、Cavin1の発現だけで十分である。Cavin4はCav3と同様に筋特異的に発現する。

## カベオラエンドサイトーシス
カベオラは、クラスリン非依存的、脂質ラフト依存的なエンドサイトーシスが行われる場所の1つである。カベオラエンドサイトーシス小胞の形成にはカベオリンのオリゴマー化が必要であり、オリゴマー化によってカベオリンに富む微小ドメインが細胞膜に形成される。コレステロール濃度の増加やカベオリンの足場ドメインの細胞膜への挿入によって、カベオラの陥入は拡大し、エンドサイトーシス小胞が形成される。その後の細胞膜からの小胞の切り離しは、出芽した小胞の付け根部分に局在するGTPアーゼであるダイナミン2によって媒介される。放出されたカベオラ小胞は初期エンドソームまたはカベオソーム（caveosome）に融合する。カベオソームはpHが中性のエンドソーム区画で、初期エンドソームのマーカーは存在しないが、カベオラエンドサイトーシスによって取り込まれた分子が含まれている。
このタイプのエンドサイトーシスは、例えば、内皮細胞でのアルブミンのトランスサイトーシスや脂肪細胞でのインスリン受容体のインターナリゼーションに利用される。

## その他の役割
- カベオラは、骨格筋、内皮細胞、脊索細胞などさまざまな組織において、機械的ストレスから細胞を保護するために必要であることが示されている[17][18][19]。
- カベオラは一部の病原体が細胞内に進入する際に利用され、病原体はリソソームでの分解を避けることができる。一部の細菌は典型的なカベオラではなく、細胞膜のカベオリンに富む領域のみを利用する。このエンドサイトーシス経路を利用する病原体には、SV40（英語版）やポリオーマウイルスなどのウイルスや、大腸菌Escherichia coliの一部の系統、緑膿菌Pseudomonas aeruginosa、ポルフィロモナス・ジンジバリスPorphyromonas gingivalisなどの細菌がある[16]。
- カベオラは細胞のシグナル伝達にも関与している。カベオリンは足場ドメインを介していくつかのシグナル伝達分子（eNOSなど）と結合し、シグナル伝達を調節することができる。また、カベオラはチャネルの調節やカルシウムシグナルにも関与している[16]。
- カベオラは脂質の調節にも関与している。脂肪細胞ではカベオリンCav1が高レベルで発現している。カベオリンはコレステロール、脂肪酸、脂肪滴（英語版）と結合し、その調節に関与している[16]。
- カベオラはさまざまな細胞種で機械受容器としても機能する。内皮細胞では、カベオラは流れの検知に関与している。流れ刺激への慢性的な曝露は、細胞膜でのCav1のレベルの上昇、リン酸化、eNOSシグナル伝達酵素の活性化を引き起こし、血管のリモデリングを引き起こす。平滑筋細胞では、Cav1は細胞周期の進行の引き金となる伸張の検知に関与している[16]。

## 阻害剤
フィリピンIII、ゲニステイン、ナイスタチンはカベオラ経路の阻害剤として知られている。